# Gaoté
 (juin 2024).
Si vous disposez d'ouvrages ou d'articles de référence ou si vous connaissez des sites web de qualité traitant du thème abordé ici, merci de compléter l'article en donnant les références utiles à sa vérifiabilité et en les liant à la section « Notes et références ».
 (juin 2024).
- Si vous ne connaissez pas le sujet, laissez ce bandeau (vous pouvez alors contacter les auteurs).
- Si vous supprimez le contenu mis en cause (vous pouvez préalablement contacter les auteurs),

argumentez précisément cette suppression dans la page de discussion
(un manque de référence n'est pas un argument ; une recherche réelle de référence doit avoir été effectuée, être formellement documentée).
Gaoté est un village de l'ouest de la Côte d'Ivoire, et appartenant au département de Biankouma, dans la région des Dix-Huit Montagnes. La localité de Gaoté est un chef-lieu de commune.

## Histoire
Gaoté est situé à 18 km de Biankouma. Il est peuplé d'environ 2 000 habitants. Typiquement Toura, le patois Toura y est parlé par tous à l'exception des fonctionnaires, tels que les instituteurs, les infirmiers et les agents de l'agriculture. Gaoté signifie « sur la montagne Gao ». Le village est composé de 7 quartiers représentant des regroupements de grandes familles. 
Les noms des habitants sont à consonance Malinké, afin de se dissimuler parmi les Malinkés pour fuir la razzia de Samory Touré, par le passé. D'autres familles portent des noms purement Toura. Gaoté comporte également un quartier plus moderne dans lequel toutes les familles se côtoient où se trouvent l'école primaire, le dispensaire et les centres de culte monothéiste. 
La configuration de la population de Gaoté.
Gaoté est un village toura de côte d'Ivoire dans la région de Tonkpi, dans le département de Biankouma et dans la sous préfecture de Kpata.
Les premiers habitants de Gaoté sont les Gbiéminbo et ont pour totem principal la panthère. Ils sont arrivés sur la montagne Gô en fuyant les combats des traites des noirs et de la colonisation de SAMORY TORE. Ensuite, les döho-minbo qui eux viennent de Déhoulé (DINWLA). Et parmi ces döho-minbo, ce sont les grands parents de Zréwlaminbo qui ont été installés sur le mont GAO.         A cette époque, il fallait être en grand nombre pour combattre les ennemis envahisseurs qui fuyant la traite négrière puis la colonisation de SAMORY TOURE cherchaient des terres d'asile. Sachez que dans la migration des peuples, quand un parent se déplace et va quelque part, il est suivi par d'autres frères. Cela se voit aujourd'hui même avec les migrants qui traversent la  méditerranée. Surtout, au moment de la colonisation de SAMORY TOURE et de la traite négrière, le suivisme aux parents qui ont trouvé refuge dans un endroit était élevé. C'est ainsi que d'autres frères (les grands parents des Pré, des Dan et autres Tia) de celui qui est venu s'installer à côté des Gbiéminbos, l'ont suivi.
Les déplacés venus de Déhoulé, à qui le mont Gao leur a été donné par leurs tuteurs Gbiéminbo , vont commencer à devenir de plus en plus nombreux. Je rappelle que quand un déplacé arrive, son tuteur de frère lui donne une portion de terre.
Pour lutter efficacement contre les ennemis qui étaient à la recherche des terres, les Gbiéminbo font signer un contrat de défense avec les grands parents de Gbolémiinbo qui eux aussi ont trouvé refuge sur la terre occupée initialement par Gbiéminbo. pour combattre les adversaires qui tenteraient de leur ravir leurs terres. Ses guerriers de gbominbo avaient une arme fatale qui était que quand ils faisaient face aux ennemis, ces derniers devenaient automatiquement aveugles. En récompense, les tuteurs Gbiéminbos leur permettaient de cultiver sur des portions de terre un peu partout qui leur étaient attribuées. Voilà pourquoi, les Gboléminbos n'ont pas de terre fixe à Gaoté comme Drouba, pour les Döhominbo, comme Gö pour les gens de Gbiélé, comme Lèïm'ba pour les gens de Louagbawla.
Quant aux Zominbo, ils étaient les devins, les marabouts. Ce sont eux qui permettaient aux populations de voir à quels niveaux sont les ennemis afin que les guerriers s'apprêtent à aller les combattre. Le dernier héritier de leur chef que nous avons connus était Kièwrène.
Les gens venus de Déoulé étant devenus nombreux, n'ayant plus de terre à cultiver, ils vont s'attaquer au chef des Döhö-minbo qui n'était que GBANAN, donc leur frère qui avait plus de terres étant chef qui les a installés. Ils vont l'exécuter. Pour le faire, YABRI et ses complices vont faire un guet apens à GBANAN et son fils DAN à leur retour d'une mission car GBANAN était le chef des Döhominbos. Les descendants de YABRI sont les "pré" qui sont les Zawaléminbo.  Après les avoir exécutés avant d'arriver au village, leurs corps ont été enterrés à GBANGUI qui est une forêt en bas du mont GAO, là où vivaient les Döhominbos.
Quand le chef GBANAN fut tué, la famille de Döhominbo constituée initialement de Zréwraminbo aujourd'hui, de Zawaléminbo aujourd'hui, de Driwèhiminbo aujourd'hui, de Louagbawla aujourd'hui, de Gbéïgui aujourd'hui et certains aussi partis à Ouindié, cette famille de Döhominbos va se disloquer.
Les descendants de DAN fils de GBANAN sont les Douo Sri, les Manga, les Vehi, les Manlés. Ce sont ceux qui forment aujourd'hui la famille de Louagbawla.
Yabri qui a exécuté GBANAN a pour descendants les pré de Zawaléminbo. Le reste de la famille qui sont les TIA, va se diviser en quatre parties dont les Zréwlaminbo, les Driwèhiminbo, ceux de Gbéigui et de Ouindié.
Depuis que certains des descendants de DAN fils de GBANAN ont appris l'histoire de leurs grands parents, beaucoup sont allés vivre à Blapleu, à Krogouilé, à Sangouiné et dans d'autres contrées.
Voici ce qui s'est passé et certains parents ont quitté Gaoté puisque leurs regards avaient changé sur les descendants de ceux qui ont tué leurs arrières grands parents pour la lutte de la conquête des terres.
La tradition de Gaoté.
A Gaoté, le chef de Terre est appelé Sèzan ou Loumin, c'est le chef du territoire ou du terroir villageois. Il se trouve être naturellement dans les rapports les plus étroits. Parmi ses fonctions se trouve en effet le sacrifice à la Terre, tous les ans à la saison sèche. Sèzan est une grande divinité qui a des rapports avec les morts, les âmes des ancêtres (Gôbos) puisque ceux-ci habitent la terre ainsi que l'eau. Une fois par an, dans le village, on offrait donc le sacrifice des ignames aux ancêtres pour la bénédiction des nouveau-nés et de la prochaine saison agricole pendant la fête des ignames au cours de la saison sèche. Le village préparait une certaine quantité de calebasses de riz et calebasses de vin de palme pour ceux dont les enfants devenaient majeurs en âge de se marier. Le Sèzan, le matin, accompagné des vieillards, des hommes, des femmes, des enfants du village, allait, au milieu de la place du marché, au lieu traditionnel du sacrifice. Il offrait un kola blanc, quatre poulets blancs, un jeune bouc. Il faisait gicler le sang des animaux sur le sol à la place consacrée et versait aussi un peu de vin de palme. Cela fait, on faisait cuire les animaux offerts et le village entier les mangeait en buvant le reste du vin de palme (ce n'est pas évidemment le Sèzan qui en avait le plus). Les masques sortaient et s'amusaient autour du village, tandis que la population dansait ensuite toute la journée et le soir où les masques doivent entrer dans le village, jeunes enfants et femmes rentraient dans la maison pour ne pas voir les masques. La fête durait un jour.
Le Sèzan, chose curieuse, ne s'occupait pas, ou guère, des affaires de justice. Je dis « chose curieuse » parce que la Terre est une divinité très crainte et très redoutée chez les touras. Elle a du reste le même caractère dans toute l'Afrique occidentale et soudanaise. C'était le Louti (nom mandé) ou chef de village qui réglait les affaires de justice courantes. Cependant le Sèzan avait une prérogative indiscutée : c'était lui qui était chargé d'empêcher d'éclater, s'il le pouvait, les guerres intestines de famille à famille ou de village à village. Il était chargé en tout cas de les faire cesser, au nom de la Terre offensée de ces batailles et de ces meurtres, Mais cet état de choses psychologique arrivant toujours au bout d'un temps plus ou moins long, le Sèzan le mettait à profit et faisait alors entendre la voix redoutable de la Terre. Il faut noter que le Sèzan, quoiqu'il soit le grand prêtre de la Terre, ne lui parle pas directement et n'a pas l'honneur immédiat de ses confidences. C'est un médium, un devin, (un zomi, qui vient de Zolé un des quartiers de Gaoté) qui parle avec la Terre et vient révéler ses désirs (qui sont des ordres) au Sèzan. Ainsi, le Sèzan, quelquefois, défend de cultiver ou même à utiliser une parcelle de terre à d'autres fins à certains endroits en disant qu'il existe là un village de morts et que ceux-ci ne veulent pas être dérangés. Les Touras ne cultivent le vendredi (grokouè) parce que c'est un jour de culture des morts et qu'on ne veut pas entrer en concurrence avec eux. On ne travaillait pas non plus le lendemain de l'apparition de la nouvelle lune parce que, si on le faisait, celle-ci attrapait tout, mangeait les produits et dévastait ainsi la culture.
Les Gôbos c'est le nom des morts (singulier et pluriel), des Doubles, des Ancêtres, des Mânes. ont leur féticheur, et, si on les néglige, ils empêchent la pluie de tomber et affament ainsi le village. De même ils lui envoient des maladies, toujours au cas où ils sont négligés. Ces Gôbo ne peuvent être vus ni par les femmes, ni par les enfants, ni par les non-initiés. Les Mânes, cependant, aiment leurs descendants, sont justiciers et amis de la paix et terminent de concert avec la Terre, les guerres intestines. D'autre part ils sont la source toujours vivifiante de la race puisqu'ils se réincarnent au bout d'un certain temps de séjour dans le pays des morts, dans le ventre des femmes de la tribu. Ils ne sont donc ombres que momentanément et passent leur existence éternelle, tantôt sur la terre comme vivants, tantôt encore, comme ombres, au sein de la Terre ou de l'Eau. Mais, ombres, ils sont aussi vivants en réalité que les vivants matériels. C'est pour aller chercher la bénédiction auprès de ces ancêtres que les dohomimbos partaient à Gökprogui tuer des poulets, des moutons et autres, tandis que les Gbiémimbos allaient à göligui qui était leur lieu de sacrifice.     Il y avait deux fêtes pour les Gôbo (les morts) : l'une à Gökprogui et l'autre à göligui. L'offre du sacrifice réglé par la coutume était des poulets, du bouc, du  bélier, de la kola blanc, des calebasses de riz cuit, des calebasses d'huile de palme, sans compter le vin de palme, des chiens particulièrement à göligui.
On égorge les poulets et le cabri, et l'on fait gicler leur sang sur l'eau. L'on offre aussi à celle-ci un peu de riz, un peu d'huile de palme et tout le monde présent, vieillards, hommes, femmes et enfants mangent le reste, c'est-à-dire la presque totalité de l'offrande. Les musiciens ne manquent pas à la fête, le tam-tam donne bruyamment et l'on danse tout le reste de la journée et la nuit, à côté du marigot. La fête de la saison sèche, vers janvier, dure aussi un jour mais est encore plus importante que celle de la saison des pluies. Ces fêtes sont seulement pour les morts. Dans le marigot du village, où reposent les âmes des Ancêtres, l'on ne pêche jamais les poissons, qui sont sacrés et appartiennent aux morts, sans être cependant les morts eux-mêmes. Si par hasard des étrangers (gens brutaux et qui ne respectent rien) pèchent, par hasard, dans un marigot habité par les morts, l'on y porte, aussitôt qu'ils sont partis, une poule en sacrifice, l'on s'excuse auprès des ombres sur ce que les étrangers ne savent pas et l'on demande aux Doubles qu'ils n'en veuillent pas aux gens du village, leurs descendants, de cette profanation. Ajoutons que pendant les fêtes pour les morts du ruisseau, tout le monde boit, autant qu'il peut, de l'eau de celui-ci. Les femmes stériles, notamment, font ainsi et offrent des sacrifices particuliers au marigot, demandant que les Mânes leur donnent des enfants, c'est-a-dire veuillent bien se réincarner dans leur sein. Les morts peuvent devenir redoutables si on ne les honore pas. Ils peuvent aller, dans leur vindicte, jusqu'à tuer les gens du village. Comme on le voit, le culte des eaux et des ruisseaux est étroitement lié chez nos Touras au culte des morts. Quant à celui-ci, il constitue l'une des pièces principales de leur religion, comme chez les autres populations de l'Afrique occidentale. Notons qu'en dehors de ces grandes fêtes en l'honneur des morts, on offre, chacun en son particulier, des sacrifices aux morts surtout lorsqu'ils viennent de mourir. On donne toujours à manger à l'esprit du mort qu'on vient d'enterrer, mais un seul jour, une platée de riz. On met aussi avec les morts, en les enterrant, des nattes et des pagnes blancs pour leur habillement. Enfin il n'est pas rare de voir un fils offrir, de temps en temps, un poulet à son père mort, à sa mère morte, lorsqu'il a une raison sérieuse de le faire. Les morts se promènent la nuit, vêtus des pagnes qu'on a mis, avec eux, au tombeau, mais les féticheurs seuls les voient. Ils reviennent aussi, pendant le sommeil des vivants, à la faveur des rêves, se manifester à leurs descendants, pour les choses qui les intéressent. Le soleil, notons-le et c'est important est aussi une divinité pour les Touras, comme la pluie. Pendant ces fêtes, la population va rencontrer les féticheurs du soleil pour arrêter la pluie le jour de la fête et rendre la fête belle. Il en est de même quand il ne pleut pas pendant la saison de la semence, c'est le féticheur de la pluie qui est sollicité pour faire tomber la pluie et rendre la récolte abondante. Ce féticheur est particulièrement Loumin c'est-à-dire Gbiémi.
Chaque fois qu'un chef ou un personnage important mourait sans que sa mort parût naturelle, l'on faisait une recherche particulièrement rigoureuse des sorciers. Jadis, avant les blancs (ces éternels empêcheurs de danser en rond), il arrivait parfois qu'on brûlât jusqu'à cinq sorciers (ou sorcières) ensemble le même jour. On les entourait, après les avoir attachés à des poteaux, d'un énorme amas de paille et l'on mettait le feu à celui-ci. Les sorciers étaient consommés totalement et l'on jetait leurs cendres dans la brousse. Nous savons aussi qu'on portait les morts, pas tous bien entendu, ni les enfants ni les vieillards, ni même les hommes et les femmes dont la cause de la mort était naturelle et bien patente, mais ceux dont la mort soudaine et inopinée paraissait inexplicable. C'étaient les fils, les neveux, les proches du féticheur, qui portaient le cadavre. Celui-ci allait toucher la personne qui avait causé sa mort. Si l'accusé niait, l'on avait recours au bois rouge qui tranchait définitivement et sans appel. S'il avouait, il payait la composition. S'il s'agissait d'un chef tué, l'on brûlait le coupable. L'on augmentait du reste le taux de la composition ou la rigueur de la peine d'après l'importance du mort. Bien entendu, depuis l'occupation française, il n'y a plus d'affaires de sorcellerie ou de portage de cadavres, ou du moins, s'il y a encore des affaires de sorcellerie, elles se traitent en sourdine ou bien on fait venir un masque qui a pour spécialité de détecter les sorciers. Le sorcier, une fois désigné est mis au milieu du cendre devant tout le monde torse nu. Le masque lui inflige une amende et va déterrer ses fétiches. En tout cas l'on ne brûle plus les gens du tout et l'on ne leur administre plus le bois rouge en grande pompe.
Si la superstition des sorciers ou magiciens malfaisants existe chez les Touras, comme dans toute l'Afrique occidentale du reste, celle des hommes léopards ou hommes-panthères existe aussi. Les Lognomins se changent en léopards ou panthères et alors attrapent les hommes ou les femmes dans la brousse pendant le jour et jusque dans le village pendant la nuit. L'on avait peur d'eux, mais l'on ne se défendait pas (ceci avant l'occupation française). Du reste ils se mettaient toujours en nombre, quatre ou six, et triomphaient ainsi de toute résistance, n'attaquant qu'un individu isolé. Ensuite ils allaient offrir un sacrifice à leur gris-gris. Tout le inonde les connaissait dans chaque village, mais on ne les poursuivait pas et il semble qu'on considérât leur action comme légitime ou sacrée. Actuellement, maintenant que les Français ont proscrit les hommes-panthères, on les amène à l'administrateur du cercle et la justice française les condamne souvent à mort. Les hommes-léopards ont naturellement pour tien le léopard. Ils ne peuvent ni le tuer, ni le toucher, ni le voir. Les hommes-léopards sont une énigme pour notre mentalité occidentale, d'autant plus une énigme que, quand nous arrivâmes en Afrique nègre, il semble que la mentalité même des Noirs évoluât sur leur compte. Ainsi, dans certains endroits, par exemple chez les Malinkés du Sud, ils commençaient à être poursuivis, dénoncés par les chasseurs et brûlés, quand on mettait la main sur eux. De plus, on n'admettait plus qu'ils se changeassent instantanément en panthères, mais on racontait qu'ils allaient dans la brousse tirer de termitières, où ils les avaient cachées, leurs peaux de panthère pour se la mettre sur le corps et c'est alors seulement qu'ils se changeaient en panthères. il y a très longtemps, les hommes-léopards étaient de véritables féticheurs, des personnages sacrés qui exerçaient les vengeances d'un dieu (en l'espèce le dieu-léopard), arrêts devant lesquels le commun des mortels, n'avait qu'à s'incliner, même s'il était affreusement victime de ces arrêts. Puis la mentalité noire ayant évolué, peut-être sous l'influence de l'Islam venu du Nord, influence s' exerçant peu à peu même sur les âmes fétichistes, peut-être simplement sous l'influence naturelle d'un développement normal et progressif de la sensibilité, ces arrêts de la divinité Panthère parurent bien cruels, et alors on s'aperçut qu'ils s'exerçaient dans un intérêt anthropophagique ou pour la satisfaction de vengeances particulières seulement. 
De la tradition à l'avènement du catholicisme
Chez les Touras en général, mais particulièrement de ceux de Gaoté, nous venons de le voir, il y avait flottement. L'on en était au moment où l'on ne se défend pas encore des hommes-panthères, mais où l'on n'est pas loin de se rebeller mentalement et physiquement contre leurs faits sacrés devenant des méfaits. Cette évolution a été accentuée par l'occupation française et les Blancs autorisant aux indigènes de faire des hommes-panthères, leurs défenseurs d'hier, leurs ennemis. C'est ainsi qu'on attrape maintenant ceux-ci, quand ils veulent exercer leurs anciennes prérogatives, et on les amène à l'administrateur qui les fait condamner d'après les crimes commis, souvent à la peine de mort. Je ne saurais citer des exemples comme ceux cités par André Arcin dans son volume La Guinée Française (1907, p. 428 à 431) pour qu'on puisse douter de la réalité des faits et gestes matériels des hommes-léopards, pour qu'on puisse douter de leurs crimes anthropophagiques. Cependant il est évident que l'imagination, l'hallucination, ont pu jouer un grand rôle, à travers les âges, dans des pseudo-faits. Il y a là une question d'espèce à trancher en chaque cas. Nous en arrivons maintenant à la question brûlante des interdits ou de ce qui est défendu, Je dis question brûlante car la  question du Totémisme en Afrique occidentale, en Afrique nègre en général, est toujours à l'ordre du jour. Nous ne dirons ici que ce que nous avons recueilli des Touras eux-mêmes, de quelques Touras, en prenant toutes les précautions nécessaires pour ne pas les influencer et pour ne pas mêler nos idées aux leurs. Les Touras se divisent en un certain nombre de clans qui portent le nom de leurs animaux sacrés ou, plus exactement, s'appellent les hommes du léopard, les hommes du singe, les hommes de l'éléphant, les hommes du python, de gazelle, etc...
Parce que le singe vert a rendu service à leurs parents et parce que, aussi, l'ancêtre-femme des Wègbâmin a mis un jour au monde, tout ensemble, un petit singe vert et un enfant humain. — Et pour les Soagbâmins? — L'éléphant a rendu service aux Soagbâmins quand ils faisaient la guerre. — Et pour les Lognogbamins? — La panthère les a passés sur son dos sur une grande rivière, alors qu'ils étaient pressés par l'ennemi et les a ainsi sauvés. De plus la première femme de leur race, la femme-ancêtre, a eu jadis comme fils un petit panthère.. Les Gbingbàmins ne mangent pas le chien, parce que leur première ancêtre mit jadis au monde un petit chien.
Pour les Drigbàmins (les hommes du taureau) leur plus vieille ancêtre mit jadis un petit veau au monde. Et les Singbâmins : — Jadis leur ancêtre femme accoucha à la fois d'une petite fille et d'un python et celui-ci, aussitôt né, s'enroula autour du corps de la petite fille pour la protéger. 
Le colon blanc entendit toutes cette histoire de totems et ses conséquences faisait tuer un jour une panthère par un chasseur et découpa l'animal en de petits morceaux puis vient distribuer à tous les villageois en les invitant à manger forcément. Quand cela fut fait, après quelque temps, en ayant pas vu de morts en cascades, il commença à interdire à la population leurs totems prétextant que tout cela n'avait aucun sens, Voilà comment certains vont commencer à voir leurs propres histoires autrement où même il leur est demandé de brûlés tous les sacrifices au nom de la religion chrétienne. Les évangélisations vont commencer à se faire à travers tous les villages touras avec des missionnaires blancs aussi par des délégués noirs.
L'histoire de la chefferie de Gaoté
Quand la traite négrière fut partiellement abolie en 1794 puis définitivement en 1848,  et ensuite quand SAMORY TOURE a été arrêté, la colonisation des blancs est arrivée. Les colons impose la chefferie aux colonisés.
Le premier chef de Gaoté fut un descendant des Gbiéminbos. À la suite du décès de ce dernier, un de ses enfants le remplaça.
Mais, les colons avaient pour mode de gouvernance, l'appui sur les différents chefs installés pour exiger de ces chefs des impôts par des corvées. La corvée était un travail collectif gratuit qui était dû aux colons par les paysans des localités conquises.
Le premier chef étant décédé, son fils a été choisi pour lui succéder.  Le nouveau chef installé, il doit continuer de payer les impôts aux colons. Donc, le chef du village après qu'il soit allé payer les impôts de sa population aux colons à Man, a reçu un cadeau financier pour sa population.
Le chef a utilisé ce cadeau pour payer sa chaussure et celle de sa femme. Quand il arriva à Gaoté, sa population dont la majorité est les Döhominbo va lui demander ce que les colons ont donné comme leur récompense.
Le chef a dit qu'il a utilisé ce qui a été donné pour payer sa chaussure et celle de sa femme.
La population va exiger sa destitution pour haute trahison, c'est ainsi qu'il sera destitué pour haute trahison. N'ayant aucune personne ressource pour le remplacer au niveau de sa famille, il va proposer son neveu de Döhomi. Voici comment la chefferie va arriver chez les Döhominbo en occurrence les Tia de Zréwra.
Après la mort du premier chef Tia, les Gbiéminbos (les oncles) ont proposé son fils Tia Grwrikpè (neveu) après les indépendances.
À la mort de ce dernier Tia Lambert lui succède, après Tia  Robert et aujourd'hui Tia Marcel..

Depuis l'indépendance de la Côte d'Ivoire, Gaoté a connu 4 chefs : 
- Gwrikoué Tia, le père de Gaoté moderne ;
- Lambert Tia ;
- Robert Tia,
- Marcel Tia    actuel chef du village.